# Paspalum hartwegianum
Paspalum hartwegianum är en gräsart som beskrevs av Eugène Pierre Nicolas Fournier. Paspalum hartwegianum ingår i släktet tvillinghirser, och familjen gräs. Inga underarter finns listade i Catalogue of Life.